# Minden (Nebraska)
Minden è un comune degli Stati Uniti d'America, situato in Nebraska, nella contea di Kearney.